# Jérémy Huyghebaert
Jérémy Huyghebaert (Moeskroen, 7 januari 1989) is een Belgische voetballer (verdediger) die voor FC U Craiova 1948 uitkomt. Huyghebaert genoot zijn opleiding bij Excelsior Moeskroen.

## Statistieken
| seizoen | club                    | land        | competitie         | wed. | goals |
| ------- | ----------------------- | ----------- | ------------------ | ---- | ----- |
| 2007/08 | Excelsior Moeskroen     | België      | Eerste klasse      | 4    | 0     |
| 2008/09 | → SV Roeselare          | België      | Jupiler Pro League | 15   | 0     |
| 2009/10 | → SV Roeselare          | België      | Jupiler Pro League | 28   | 0     |
| 2011/12 | KV Mechelen             | België      | Jupiler Pro League | 0    | 0     |
| 2011/12 | → SV Roeselare          | België      | Belgacom League    | 29   | 0     |
| 2012/13 | Royal Mouscron-Péruwelz | België      | Belgacom League    | 22   | 1     |
| 2013/14 | Royal Mouscron-Péruwelz | België      | Belgacom League    | 21   | 1     |
| 2014/15 | R. White Star Bruxelles | België      | Belgacom League    | 17   | 0     |
| 2015/16 | R. White Star Bruxelles | België      | Belgacom League    | 28   | 0     |
| 2016/17 | Royal Excel Moeskroen   | België      | Jupiler Pro League | 20   | 0     |
| 2017/18 | Royal Excel Moeskroen   | België      | Jupiler Pro League | 23   | 0     |
| 2018/19 | → Neuchâtel Xamax FCS   | Zwitserland | Super League       | 8    | 0     |
| 2019/20 | Royal Excel Moeskroen   | België      | Jupiler Pro League | 5    | 0     |
| 2020/21 | FC U Craiova 1948       | Roemenië    | Liga 2             | 17   | 0     |
| Totaal  | Totaal                  | Totaal      | Totaal             | 237  | 2     |

bijgewerkt tot 10 april 2021, exclusief play-offs